# Hans Bellmer

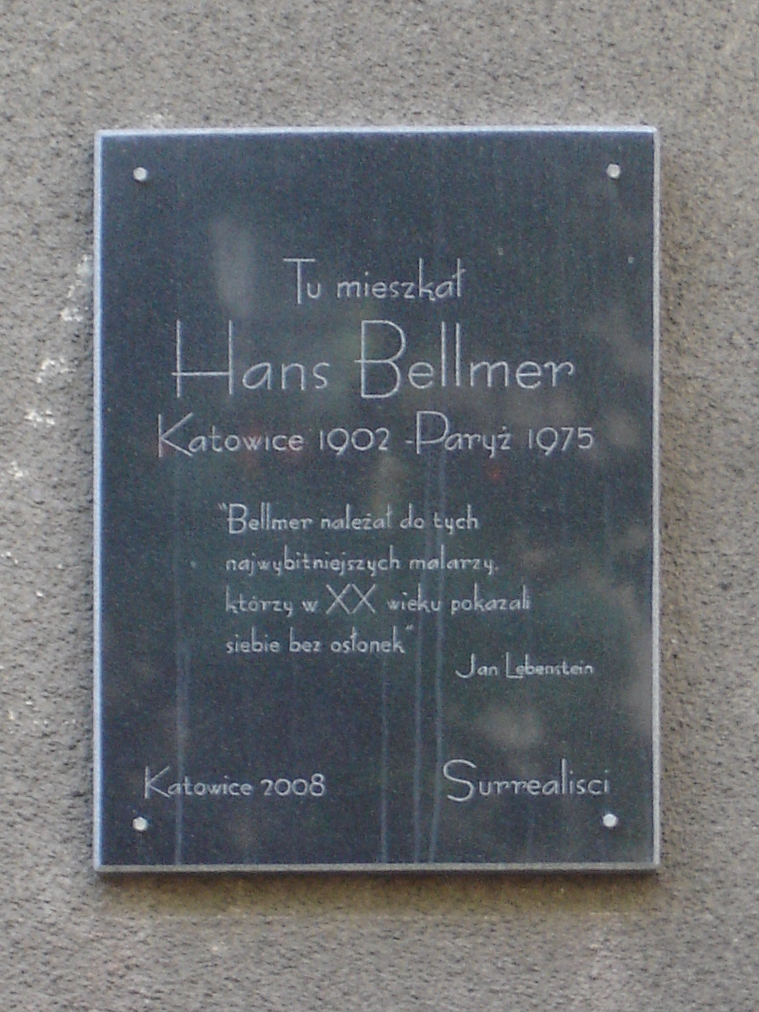
Tablica pamiątkowa z 2008 roku na domu, w którym mieszkał artysta przy ul. T. Kościuszki 47 w Katowicach (2017)

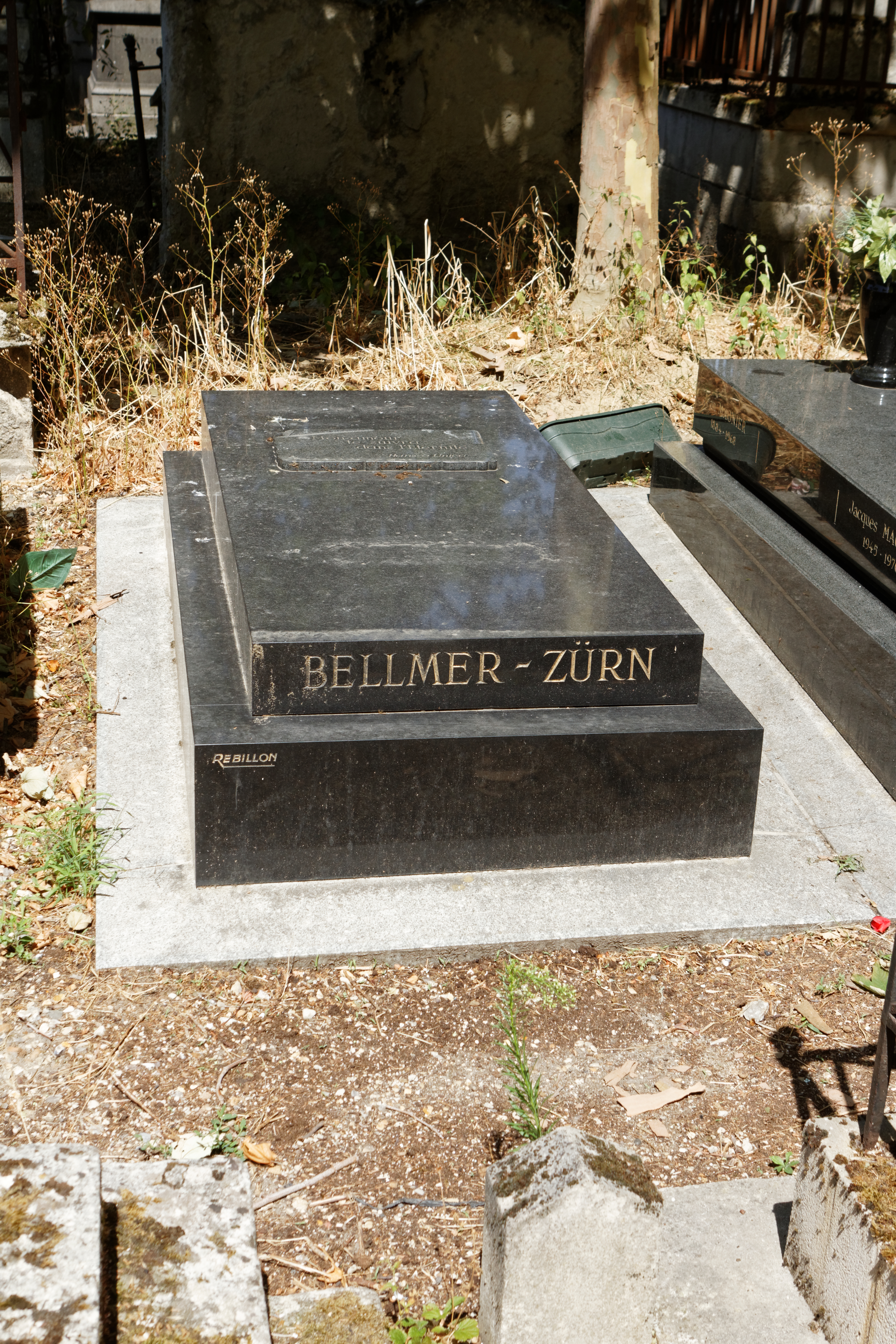
Grób Bellmera na cmentarzu Père-Lachaise

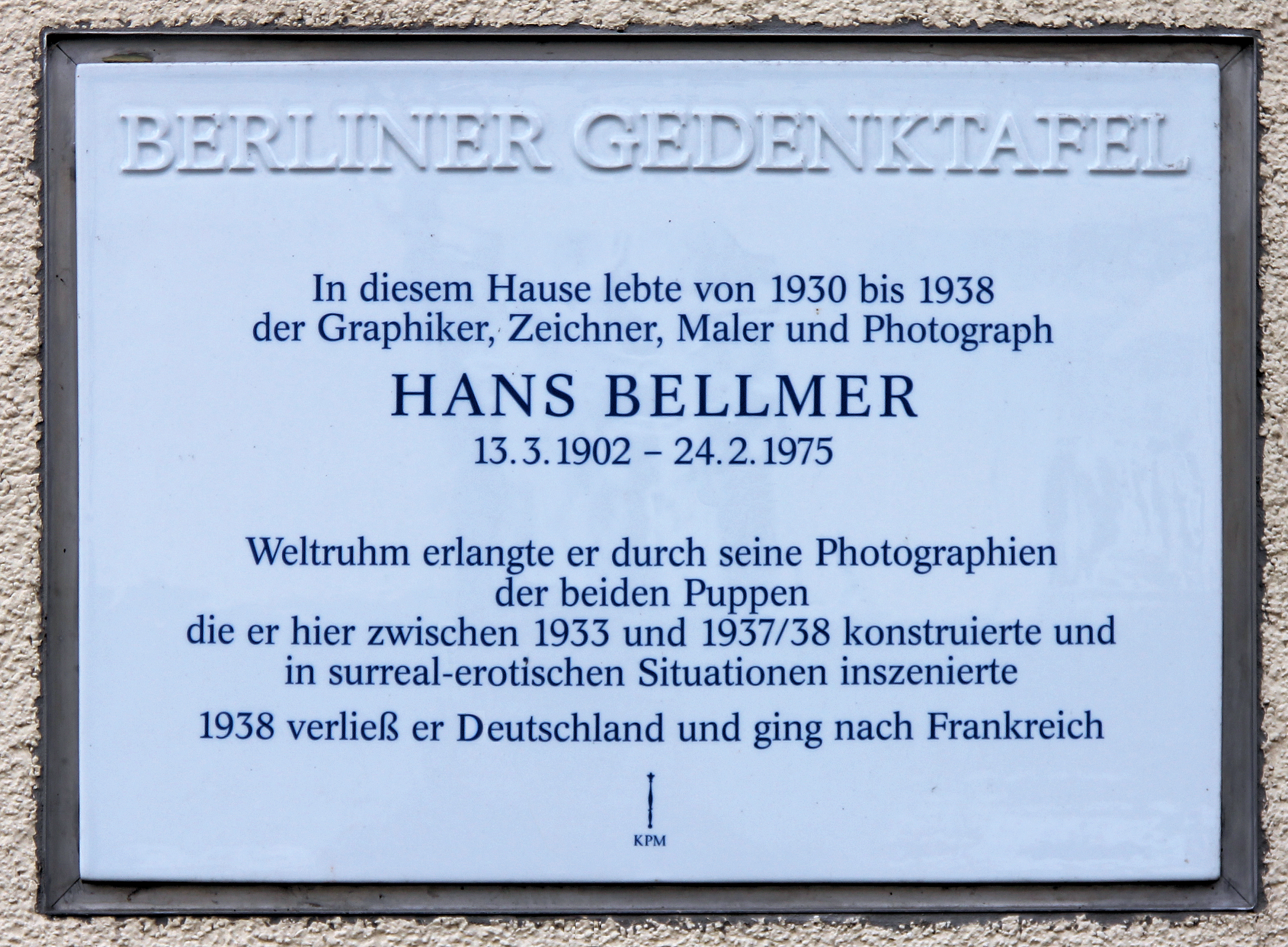
Tablica pamiątkowa przy Ehrenfelsstraße 8a w Berlinie

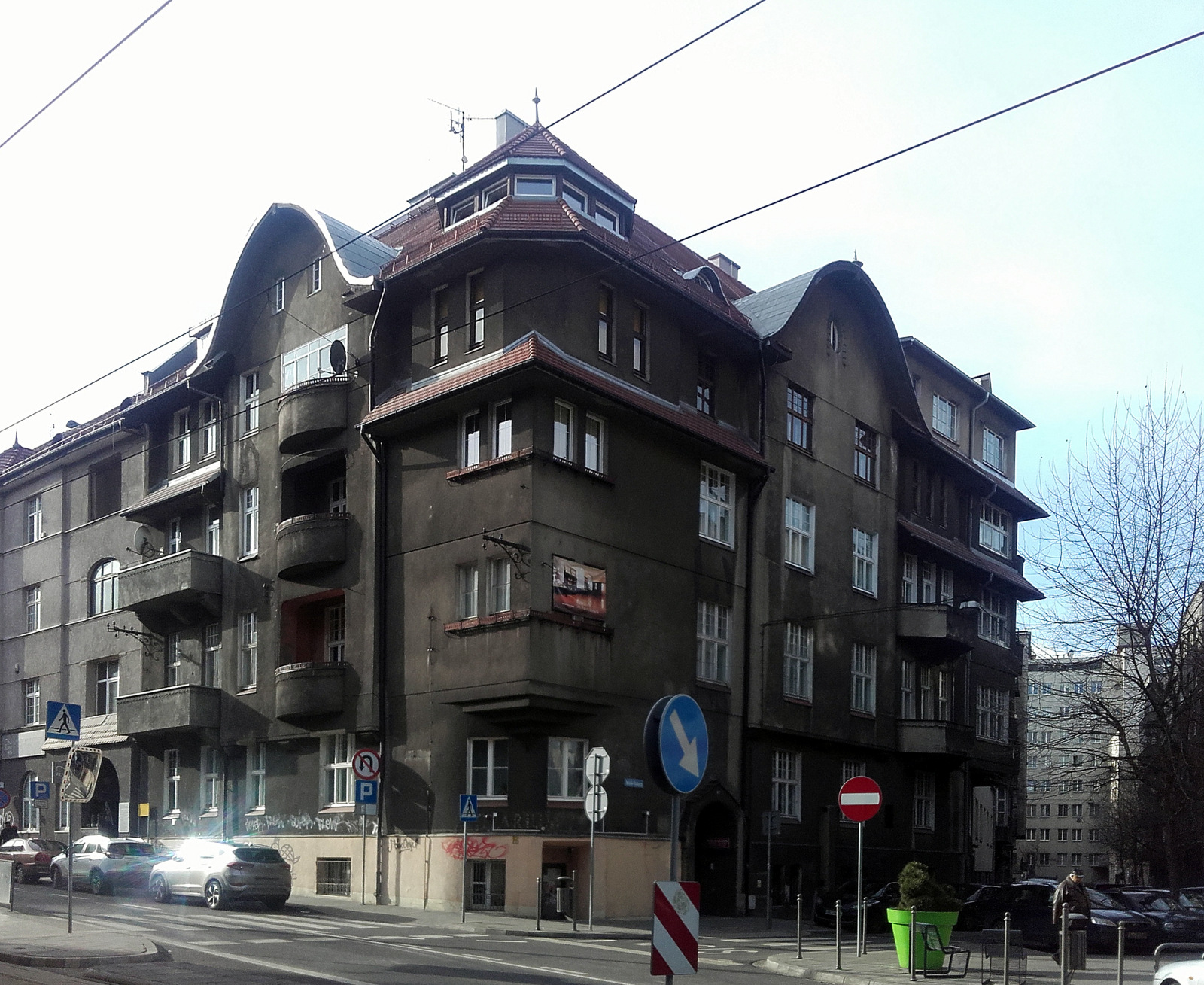
Budynek, w którym mieszkał artysta przy ul. T. Kościuszki 47 w Katowicach (2017)

Hans Bellmer (ur. 13 marca 1902 w Katowicach, zm. 23 lutego 1975 w Paryżu) – niemiecki malarz, rzeźbiarz i grafik.

## Życiorys
Urodził się w Katowicach w domu przy ul. A. Mickiewicza 10 (dawnej August-Schneider-Straße), a mieszkał w kamienicy przy obecnej ul. T. Kościuszki 47 (Beatestraße).
Był synem inżyniera Hansa Johanna Bellmera i Marii Donnerstag; w 1923 roku rozpoczął naukę w berlińskiej Wyższej Szkole Technicznej.
Bellmer znany jest głównie z serii rzeźbiarskich instalacji „Lalka”, przedstawiające lalki, naturalnej (ludzkiej) wielkości, ledwo-co dojrzale seksualnie, często zmutowane i w niekonwencjonalnych pozach. Interpretowane były one jako odpowiedź na kult „perfekcyjnego ciała”, który panował wtedy w Niemczech. Pierwsza seria „Lalek” ukazała się w 1935 roku jako cykl fotografii 'Wariacje na temat montowania rozczłonkowanej małolatki’ zamieszczonych w czasopiśmie surrealistów „Minotaure” (nr 6) i wywołała wielkie poruszenie. Druga seria w 1938 – pełniła funkcję ilustracji do wierszy Paula Eluarda w magazynie „Messages”. W 1938 w Berlinie anonimowo wydał własnym nakładem książkę „Lalka” („Die Puppe”), zawierającą 10 czarno-białych fotografii lalki zaaranżowanych w serie „tableaux vivants” („żywych obrazów”).
Po dojściu nazistów do władzy w Niemczech Narodowosocjalistyczna Niemiecka Partia Robotników sztuka Bellmera uznana została za zdegenerowaną. W 1938 ostatecznie Bellmer opuścił Berlin i przeniósł się do Paryża, gdzie przyłączył się do surrealistów.
W czasie II wojny światowej pomagał ruchowi oporu, produkując fałszywe paszporty. Został uwięziony w więzieniu Camp des Milles w (Aix-en-Provence) i spędził tam większość wojny. Po wojnie pozostał w Paryżu, porzuciwszy tworzenie lalek, zajął się tworzeniem erotycznych rysunków i fotografii. W 1954 spotkał Unicę Zürn, która była jego partnerką aż do jej samobójstwa w 1970. Hans Bellmer był aktywny zawodowo aż do lat sześćdziesiątych dwudziestego wieku.
Został pochowany na cmentarzu Père-Lachaise.

## Upamiętnienie
W budynku, w którym mieszkał w dzieciństwie (ul. T. Kościuszki 47), od 2012 do 2021 r. mieścił się Dział Grafiki im. Pawła Stellera Muzeum Historii Katowic. Na fasadzie tej kamienicy (od strony ul. Józefa Rymera) w 2008 r. umieszczono pamiątkową tablicę, poświęconą Bellmerowi.
W 1996 roku w ramach Ⅴ Festiwalu Ars Cameralis w Katowicach odbyła się pierwsza w Polsce wystawa prac Bellmera, zrealizowana przez Marka Zielińskiego
Na przełomie 2002 i 2003 roku w Muzeum Śląskim w Katowicach odbyła się wystawa fotografii i grafik Hansa Bellmera, zorganizowana w setną rocznicę urodzin artysty - Hans Bellmer. Fotografie i grafiki z kolekcji Państwa Jean-Marie i Doriane Bihl-Bellmer
W 2015 w gmachu głównym Muzeum Historii Katowic przy ul. ks. J. Szafranka 9 odbyła się wystawa czasowa Bellmer/Visat, której kuratorką była Natalia Kruszyna.
W Katowicach najpierw przy ulicy Warszawskiej 2, później przy Placu Wolności 9, działała (do 2017 roku) kawiarnia Bellmer Cafe
W 2009 roku w Teatrze Śląskim w Katowicach wystawiono biograficzną sztukę Tomasza Mana pt. Świat jest skandalem (premiera 25 września 2009 roku)
W 2010 roku grupa SUKA OFF pokazała w siedzibie Towarzystwa Bellmer w Katowicach performance "Die Puppe" inspirowany twórczością Bellmera. Projekt ten z czasem przyjął formę pełnowymiarowego spektaklu i prezentowany był do tej pory min. W Wielkiej Brytanii, Niemczech, Włoszech, Francji, Szwajcarii, Stanach Zjednoczonych i Japonii..
W 2011 roku Teatr A Part w Katowicach wystawił sztukę inspirowaną twórczością Bellmera pt. Cyrk Bellmer
Na fasadzie budynku przy Ehrenfelsstraße 8a w Berlinie umieszczono tablicę, upamiętniającą Bellmera, który mieszkał w tym domu.

## Tłumaczone teksty
- Lalka, przeł. J. St. Buras, w: Konstanty A. Jeleński, Bellmer albo anatomia nieświadomości fizycznej i miłości, słowo/obraz terytoria 2013, s. 41-52.

- Ojciec. Striptiz, przeł. J. Dąbrowski, "Pole. Dwumiesięcznik literacki" nr 3/2023[11].